# Automitrailleuse Renault
L’automitrailleuse (ou auto-mitrailleuse) Renault est un véhicule de combat français de la Première guerre mondiale, construit sur le châssis de la berline Renault 1914 type ED, équipé d’un moteur de 18 HP, porteur d’une mitrailleuse Saint-Étienne modèle 1907, protégé par un blindage réduit en épaisseur et en surface dans la version 1914, enveloppant et d’épaisseur adaptée à la balle perforante allemande dans la version de 1915.

## Origine
Pour conforter la défense de Paris face à la percée allemande d’août 1914, le général Gallieni, gouverneur militaire de Paris (G.M.P.), décide le 6 septembre 1914 de créer des groupes d’autos-canons dont chaque voiture est armée d’un canon de 37 mm à tir rapide de la Marine et dotée d’un équipage de marins. Les officiers de l’état-major du G.M.P. chargés de la constitution de ces nouvelles unités, en particulier le lieutenant Lesieure Desbrière, estiment que les autos-canons de chaque groupe doivent être protégés par quelques autos-mitrailleuses. Ces toutes premières autos-mitrailleuses de la Grande Guerre sont de simples voitures de tourisme sur lesquelles ont été montées à la hâte une mitrailleuse de Saint-Étienne modèle 1907, posée sur un affût semblable à celui qui équipe les quatre autos-mitrailleuses Panhard et Levassor du capitaine Genty affectées à la protection du général Lyautey, résident général de France au Maroc en 1912. 

Les 24 premières autos-mitrailleuses de ce type livrées aux six premiers groupes d’autos-canons engagés dans la Course à la mer fin septembre 1914, montrent rapidement leurs nombreuses insuffisances. Pour les remplacer, l’état-major du G.M.P. en accord avec le Parc automobile d’artillerie de Vincennes, décide courant octobre 1914 de construire des véhicules spécialement conçus pour le combat à partir du tout nouveau châssis Renault type ED disponible en quantité suffisante pour doter les 15 groupes d’autos-canons prévus par le G.M.P.

## Modèle 1914
La Renault type ED de 1914 mesure 4,84 m de long et 1,76 m de large. Son empattement est de 3,55 m. Le moteur développe 18 ou 20 CV. L’auto-mitrailleuse dérivée de cette voiture est équipée d’un moteur de 18 CV. Son blindage avant au profil pentu englobe la calandre, le moteur et le radiateur. Le radiateur, placé derrière le moteur comme on le voit sur le landaulet, ne reçoit qu'une faible ventilation ce qui entraîne une surchauffe nuisible aux performances. Les roues à rayon en bois sont munies de pneumatiques ordinaires.

Sur un châssis Renault ED
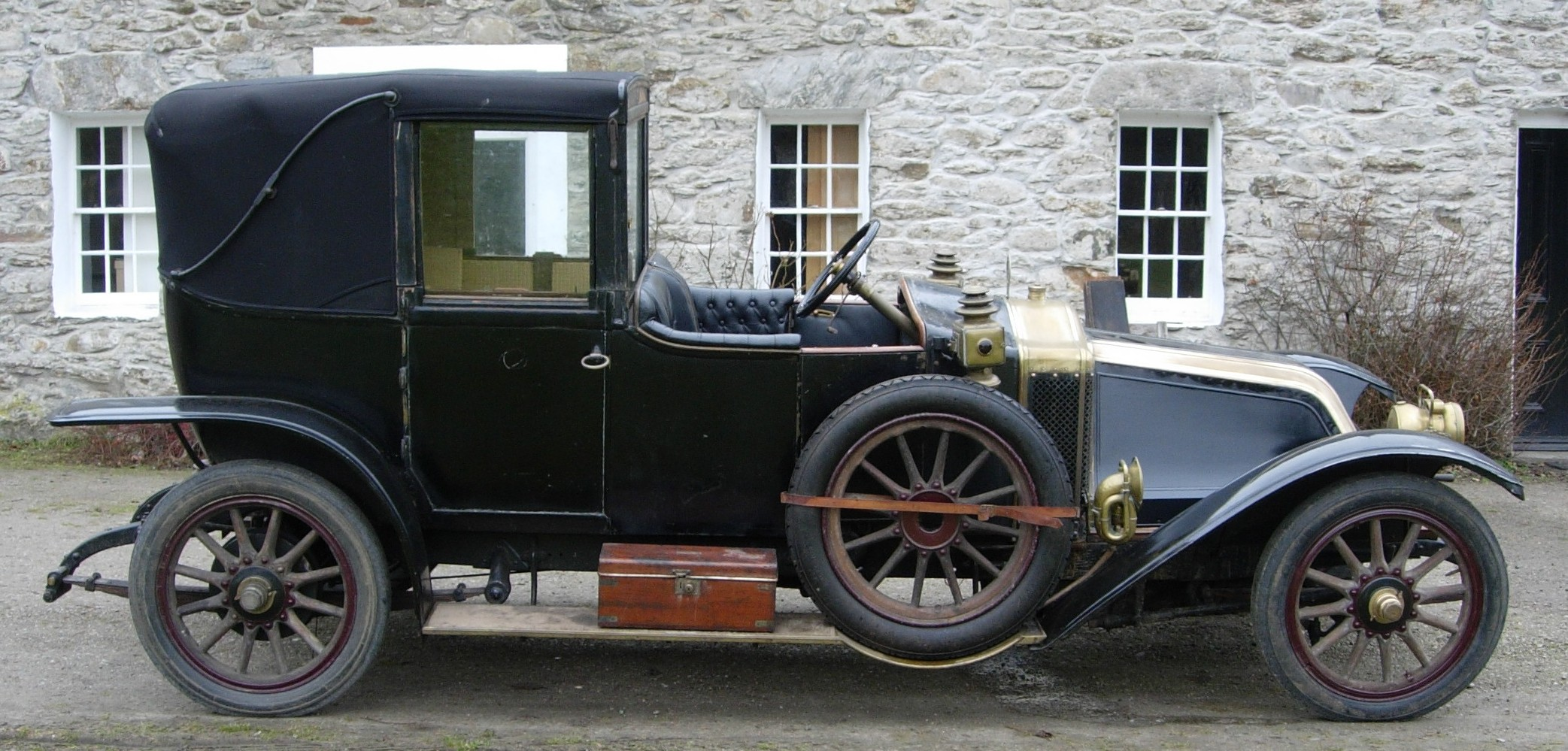
Landaulet.
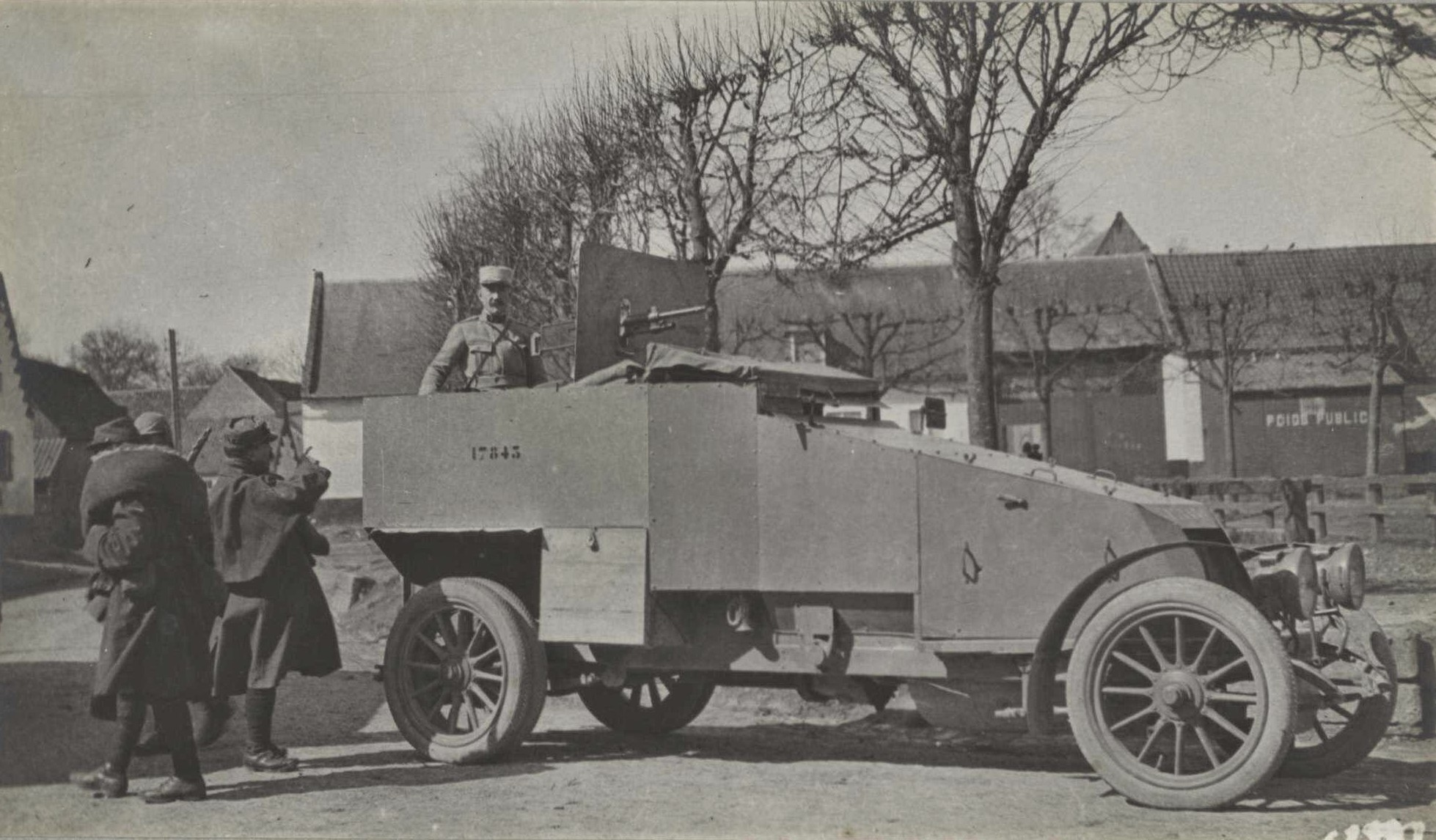
Auto-mitrailleuse

La maison Renault étale sa production d’autos-mitrailleuses sur le dernier trimestre 1914 au cours duquel elle livre 60 véhicules en trois tranches.
- Sont servis en priorité les groupes d’autos-canons de la Marine dont la constitution s’échelonne du 15 octobre 1914 (7e groupe) au 10 novembre 1914 (14e groupe).
- Un lot de 24 voitures est livré aux six premiers groupes d’autos-canons de la Marine le 12 novembre 1914 en remplacement des premières voitures autos-mitrailleuses non blindées.
- Le 15e groupe de Marine reçoit ses voitures lors de sa constitution, mi-décembre 1914.

Peu après la mise en service de ce véhicule, des tests menés fin octobre 1914 démontrent que son blindage est insuffisant. De plus, les flancs du plateau sur lequel est fixé l’affût de la mitrailleuse ne sont pas assez hauts. Enfin le masque de l’arme n’assure qu’une protection de face. À peine livré aux groupes, ce modèle est considéré comme devant être remplacé d’urgence.
Le reste de la production, soit 25 châssis conservés à Vincennes, va ainsi pouvoir servir au lancement de la construction du modèle 1915.

## Modèle 1915

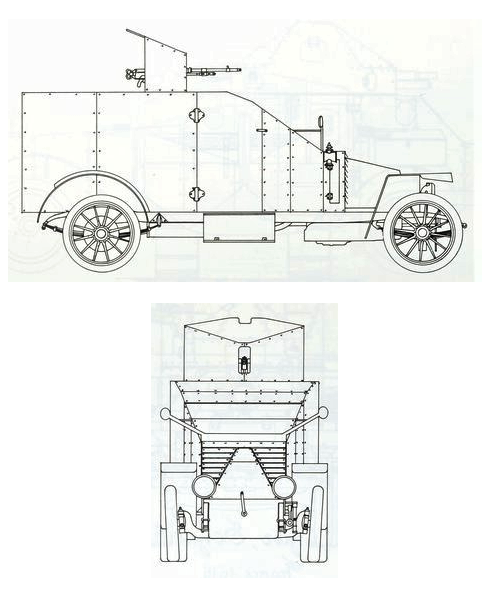
Schéma de l'auto-mitrailleuse Renault modèle 1915

Les premières études pour une auto-mitrailleuse réellement blindée assurant une protection correcte de son équipage débutent à Vincennes début novembre 1914. Le capitaine Renaud du parc automobile de Vincennes propose d’adapter à l’auto-mitrailleuse Renault le nouveau blindage résistant à la balle perforante qui doit être posé sur les châssis Peugeot des autos-canons. La difficulté de blinder le radiateur de la Renault placé à l’arrière du bloc de combustion est résolue en plaçant devant lui d’un ensemble de volets horizontaux semblable à ceux qui protègent le radiateur de l’auto-canon Peugeot. La ventilation du radiateur est assurée par trois évents latéraux circulaires obturables.
Deux prototypes montés fin novembre 1914 permettent de juger de la viabilité de la nouvelle carrosserie et du nouveau blindage dont les tests de mise à l’épreuve de la balle perforante allemande type S se sont révélés positifs. Mais le CAMA ne peut réaliser le montage des caisses blindées avec les tôles d’acier chromé sur les châssis livrés par Renault à la suite des 60 premiers qu’au fur et à mesure de la disponibilité de la tôle blindée.
- Le 1er groupe reçoit au front le 26 avril 1916 les premières autos-mitrailleuses du nouveau modèle.
- La livraison des véhicules modèle 1915 aux autres groupes se poursuit pendant le mois de mai 1915, à mesure de l'utilisation des châssis nus stockés à Vincennes et du réemploi des châssis des modèles 1914 remplacés par des modèles 1915.

Début janvier 1915, le stock tournant de châssis permet, selon le député Maurice Bernard :
- la constitution d'un stock permanent pour le remplacement de véhicules hors-service (13 voitures) et l'équipement éventuel d'un autre groupe d'autos-canons de 37 mm (4 voitures),
- la dotation de quatre automitrailleuses au 1er groupe d'autos-canons de 47 mm,
- l'affectation de 2 voitures à la place fortifiée de Verdun,
- l'affectation de 2 voitures à l'Armée française d'Orient (Corps expéditionnaire des Dardanelles)[8].

À la fin de 1916, la présence de 4 autos-mitrailleuses Renault est attestée en Roumanie, permettant à l'armée de Ferdinand Ier de composer deux sections de deux voitures.

## Emplois
Protection des autos-canons
Les automitrailleuses sont initialement conçues pour assurer la protection des autos-canons des premiers groupes d'artillerie légère mobile de la Marine. Comme le note son premier utilisateur, le lieutenant de vaisseau Pierre Guette, commandant le 1er groupe d'autos-mitrailleuses et autos-canons, il s'avère dès les premiers engagements en Artois que ce type de véhicule peut jouer un rôle propre par la nature même de son armement. En plus des insuffisances techniques notoires des autos-mitrailleuses des débuts, ce sont bien ces qualités d'interventions autonomes qui poussent le GMP à lancer la fabrication des autos-mitrailleuses sur châssis Renault.
Appui d'infanterie

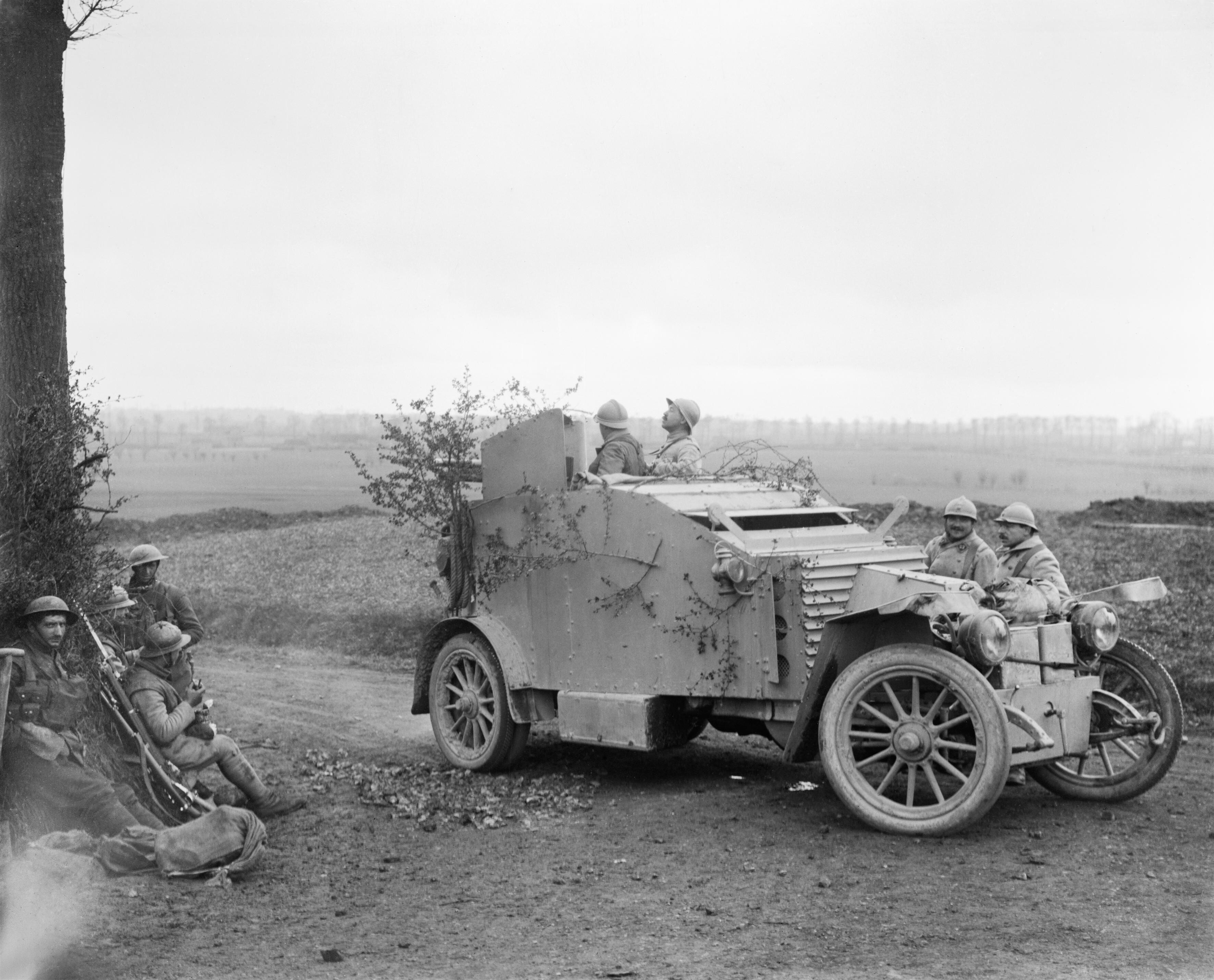
Automitrailleuse Renault à Méteren (Nord) - avril 1918

L'appui feu à des unités d'infanterie et d'unités de cavalerie mises à pied procuré par les autos-mitrailleuses Renault, soit conjointement avec les autos-canons soit isolément, fait de ces véhicules non plus une arme d'appoint aux autos-canons mais une arme à part entière. C'est bien ainsi que seront majoritairement employées les autos-mitrailleuses Renault lors des engagements des groupes d'autos-canons, particulièrement lors des contre-offensives du printemps 1918 (voir ci-contre, automitrailleuse du 9e groupe d'autos-canons de la Marine, en appui du 18th Battalion, Middlesex Regiment) et lors de l'offensive finale de l'automne 1918.
Défense contre aéronefs

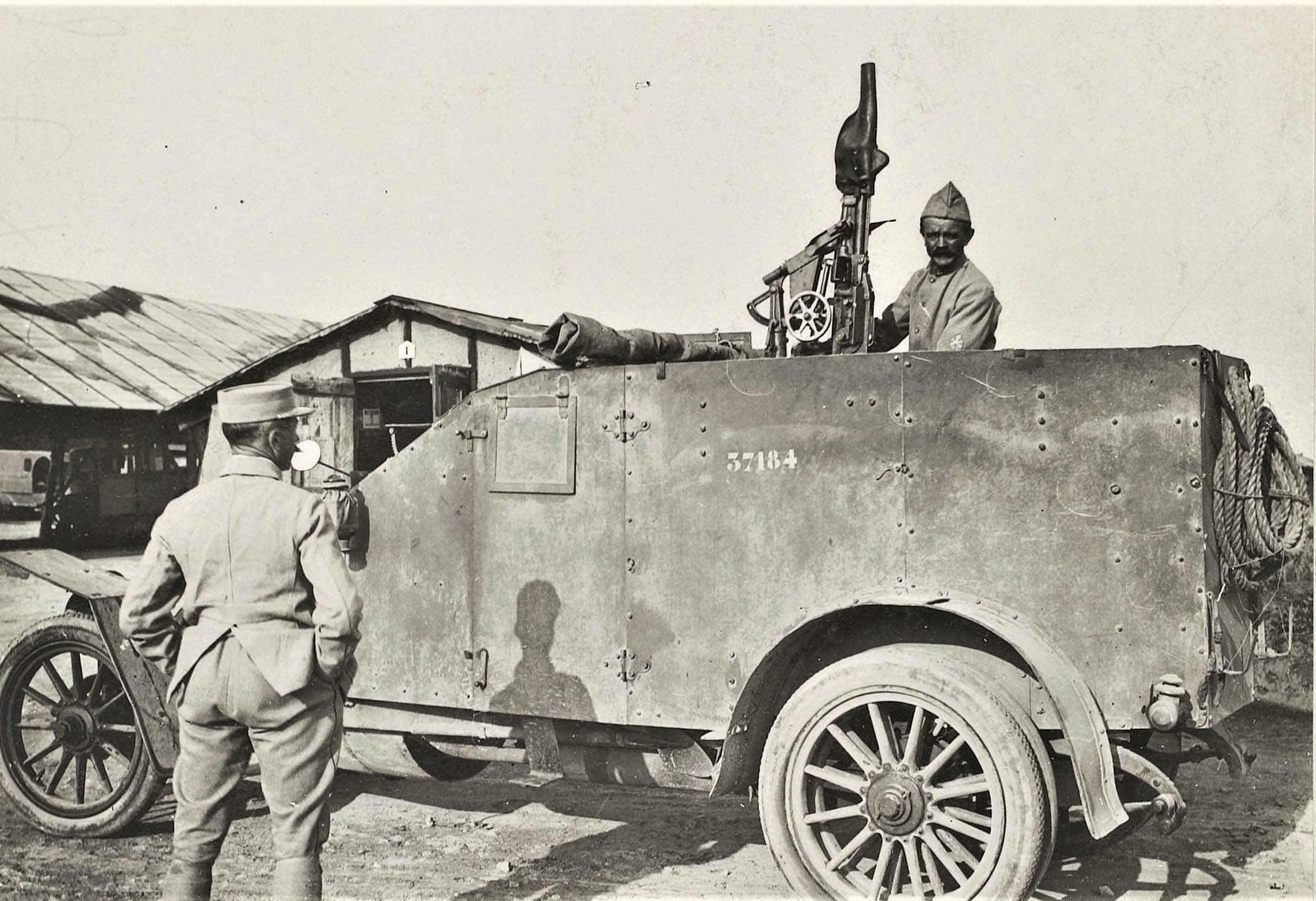
Automitrailleuse Renault en service de DCA -Jonchery-sur-Vesle (Marne) - 1917

Dès leur constitution en décembre 1914, les 13e, 14e et 15e groupes d'autos-canons de la Marine sont affectés à la défense contre aéronefs du camp retranché de Paris. Sur l'auto-mitrailleuse Renault modèle 1914, la mitrailleuse est fixée en position de tir vers le ciel soit sur un chandelier, soit sur une colonne centrale. Sur le modèle 1915, l'arme est montée sur le haut de son bouclier par une rotule. Le changement d'emploi de la mitrailleuse (cible au sol ou cible aérienne) se fait en quelques minutes. Cette facilité d'emploi permet de fréquentes affectations des autos-mitrailleuses à la défense contre aéronefs à différents endroits du front et à toutes les phases du conflit.

## Évolutions techniques
Malgré les évidents perfectionnements entre le modèle 1914 et le modèle 1915, l'auto-mitrailleuse Renault du nouveau modèle présente encore des défauts et des faiblesses préjudiciables à son efficacité et à la sécurité de son équipage. C'est ce que souligne le député Maurice Bernard dans le Rapport sur les autos-mitrailleuses et les autos-canons qu'il remet à la Commission de l'Armée de la Chambre des députés le 28 août 1915 :

« Le minimum de qualités que doit présenter une automitrailleuse ou une auto-canon c’est la rapidité, la mobilité dans les deux sens, la résistance, le rayon d’action étendu, la possibilité de tir dans toutes les directions, l’invulnérabilité. Trois de ces qualités font défaut, au moins en partie, aux voitures actuelles. »

Les faiblesses du châssis de la Renault ED, la fragilité de son pont arrière, le poids du blindage empêchent toute amélioration de ce modèle de véhicule quant à la rapidité, l'extension du rayon d'action, l'invulnérabilité. Le CAMA s'efforce de perfectionner ce qui peut l'être.
Conduite et manœuvrabilité
À leur sortie d'usine les modèles Renault 1915 disposent bien d'une marche arrière. Toutefois le conducteur n'a aucune visibilité vers l'arrière du fait de la protection blindée du plateau et, au moins dans les premières semaines, ne dispose d'aucun rétroviseur. Assurer une marche arrière, par exemple pour effectuer un demi-tour, requiert un guidage par un ou deux hommes placés sur la route. Le demi-tour est lui-même rendu compliqué et long par le faible rayon de bracage de la Renault. Quitter rapidement une position de tir s'avère de facto impossible, la voiture par ses manœuvres se trouvant en état de grande vulnérabilité. La solution réside dans la pose d'un mécanisme d'inversion de la boite de vitesses qui permet à un conducteur placé à l'arrière de la voiture de conduire comme s'il était en marche avant.

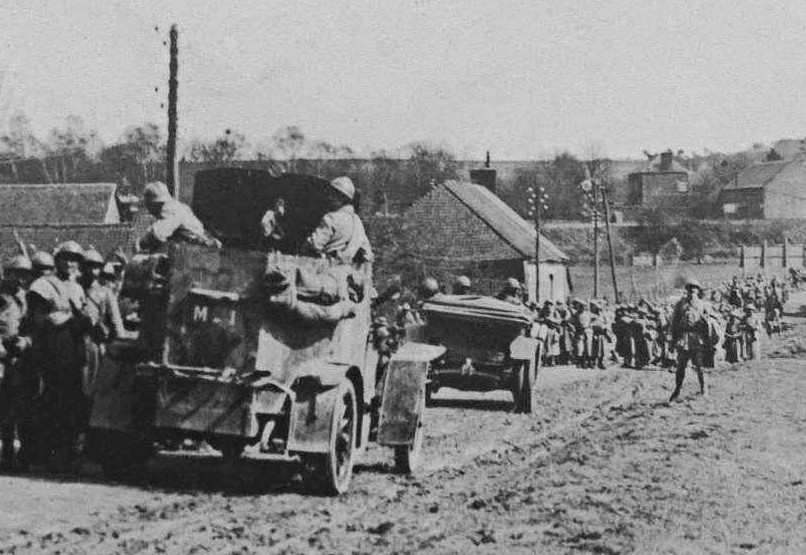
Auto-mitrailleuse du 12e GAMAC Bacouël (Oise) 1918.

On doit aux ingénieurs Eugène Dombret et Émile Raulet le dispositif d'inverseur de marche qui porte leur nom. Après des premiers essais positifs en juin 1915, il est d'abord monté sur quelques voitures livrées pour tests de terrain au 10e groupe d'autos-mitrailleuses et autos-canons en novembre 1915. Bien que les tests confirment rapidement l'intérêt de ce mécanisme, celui-ci n'est installé que très progressivement sur les autos-mitrailleuses et autos-canons des autres groupes. Le 7e GAMAC doit même attendre la fin du printemps 1918 pour en être équipé. L'installation du dispositif Raulet-Dombret permettant la conduite par l'arrière est confirmée par l'existence d'une fente de vision horizontale sur la plaque de blindage arrière de la voiture.
Un démarrage électrique était aussi requis pour éviter le redémarrage du moteur à la manivelle après un calage ou lors du tir à la mitrailleuse dont la précision nécessite l'arrêt du moteur. Le système existe mais n'a jamais été monté sur l'automitrailleuse Renault.
Armement
La mitrailleuse de Saint-Étienne modèle 1907 fait l'unanimité contre elle. Elle chauffe rapidement, elle s'enraye fréquemment, elle est très bruyante. Le Haut-commandement  conscient de ces défauts doit néanmoins attendre que les unités d'infanterie aient été dotées de la nouvelle mitrailleuse Hotchkiss modèle 1914 pour en équiper les autos-mitrailleuses des GAMAC. Le remplacement de la Saint-Étienne par la Hotchkiss se réalise en mai et juin 1918.

## Devenir après l'armistice
L'armistice n'entraîne pas le désarmement immédiat des autos-mitrailleuses Renault encore en service dans les GAMAC le 11 novembre 1918. Le nombre exact de ces voitures reste inconnu, plusieurs Renault hors d'usage ayant été remplacées par des autos-canons Peugeot reconvertis en autos-mitrailleuses, d'autres restant non remplacées après les pertes de l'offensive du 2e corps de cavalerie dans les Flandres belges de septembre à novembre 1918. 
Plusieurs groupes affectés à l'occupation de la rive gauche du Rhin dès décembre 1918 conservent, au moins quelques mois, toutes leurs voitures autos-mitrailleuses et autos-canons modèles 1915. Parmi ceux-ci, les 3e, 7e, 13e et 16e GAMAC dissous en août 1919 rendent leurs voitures au CAMA de Lyon qui peut les mettre définitivement hors service, les déclasser ou les reconstituer pour un hypothétique service ultérieur. D'autres groupes des troupes d'occupation en Allemagne comme le 10e et le 14e GAMAC, dissous bien antérieurement et dont les voitures avaient déjà été recyclées ou détruites à ce moment, ont été reconstitués début novembre 1918 avec des automitrailleuses White TBC sorties des ateliers Berliet de Lyon.
Les groupes en garnison en France abandonnent leurs voitures modèle 1915 au gré des attributions de White TBC, à l'instar du 1er groupe ainsi doté avant 1920. Les groupes affectés aux théâtres d'opérations extérieurs (Constantinople, Liban, Afrique du Nord) sont en principe équipés en White TBC.
On sait que quelques autos-mitrailleuses Renault déclassées sont utilisées comme matériel d'instruction, ainsi cette auto-mitrailleuse Renault immatriculée 7 553, affectée au 3e groupe en 1915 que l'on retrouve au début des années 1920 à Saumur pour la formation des officiers des escadrons d'automitrailleuses.